# 41-й моторизований корпус (Третій Рейх)
41-й армі́йський (моторизований) ко́рпус (нім. XXXXI. Armeekorps (mot.) (41.) — армійський корпус (моторизований) Вермахту за часів Другої світової війни. 10 липня 1942 переформований на 41-й танковий корпус.

## Райони бойових дій
- Німеччина (лютий — травень 1940);
- Нідерланди та Франція (травень 1940 — березень 1941);
- Угорщина та Югославія (березень — червень 1941);
- Східна Пруссія (червень — липень 1941);
- СРСР (північний напрямок) (липень — жовтень 1941)
- СРСР (центральний напрямок) (жовтень 1941 — липень 1942).

## Командування

### Командири
- генерал танкових військ Георг-Ганс Райнхардт (нім. Georg-Hans Reinhardt) (24 лютого 1940 — 5 жовтня 1941);
- генерал-лейтенант Отто-Ернст Оттенбахер (нім. Otto Ottenbacher) (6 жовтня — 13 жовтня 1941), ТВО;
- генерал-лейтенант Фрідріх Кірхнер (нім. Friedrich Kirchner) (13 жовтня — 15 листопада 1941), ТВО;
- генерал танкових військ Вальтер Модель (нім. Walter Model) (15 листопада 1941 — 14 січня 1942);
- генерал танкових військ Йозеф Гарпе (нім. Josef Harpe) (15 січня — 10 липня 1942);

## Бойовий склад 41-го армійського (моторизованого) корпусу
Формування забезпечення та підтримки
- 441-ше управління корпусного постачання (Korps-Nachschubtruppen 441);
- 441-й корпусний батальйон зв'язку (Korps-Nachrichten-Abteilung 441);
- 551-й моторизований батальйон фельджандармерії (Feldgendarmerie-Abteilung 551 (mot);
- 441-ша польова моторизована пошта (Feldpostamt 441 (mot);
- 441-й загін фельджандармерії (Feldgendarmerietrupp 441 (mot)[2];
- 129-те артилерійське командування (Arko 129)[3].

- 6-та танкова дивізія (6. Panzer-Division);
- 8-ма танкова дивізія (8. Panzer-Division);
- 2-га моторизована дивізія (2. Infanterie-Division (mot.).

- 6-та танкова дивізія (6. Panzer-Division);
- 8-ма танкова дивізія (8. Panzer-Division);
- 20-та піхотна дивізія (20. Infanterie-Division);

- 2-га танкова дивізія СС «Дас Райх» (2.SS-Panzer-Division „Das Reich“);
- Моторизований полк «Гроссдойчланд» (Infanterie-Regiment (mot) «Großdeutschland»).

- 1-ша танкова дивізія (1. Panzer-Division);
- 14-та моторизована дивізія (14. Infanterie-Division (mot.);
- 36-та моторизована дивізія (36. Infanterie-Division (mot.);
- 6-та піхотна дивізія (6. Infanterie-Division);
- 1 рота 8-го протитанкового батальйону (1. / Panzerjäger-Abteilung 8).

- 1-ша танкова дивізія;
- 36-та моторизована дивізія;
- 6-та піхотна дивізія;
- 900-та моторизована бригада (Lehr-Brigade 900).

- 1-ша танкова дивізія;
- 6-та танкова дивізія;
- 36-та моторизована дивізія;
- 129-та піхотна дивізія (129. Infanterie-Division);
- 161-ша піхотна дивізія (161. Infanterie-Division);
- 900-та моторизована бригада.

- 1-ша танкова дивізія;
- 36-та моторизована дивізія;
- 161-ша піхотна дивізія;
- 900-та моторизована бригада.

- 1-ша танкова дивізія;
- 2-га танкова дивізія (2. Panzer-Division);
- 36-та моторизована дивізія;
- 628-й моторизований саперний полк (Pionier-Regiments-Stab 628 (mot).

- 2-га танкова дивізія;
- 36-та моторизована дивізія;
- 628-й моторизований саперний полк.

- 36-та моторизована дивізія;
- 342-га піхотна дивізія (342. Infanterie-Division);
- 2-га піхотна бригада (Schützen-Brigade 2)
- 628-й моторизований саперний полк.

- 36-та моторизована дивізія;
- 342-га піхотна дивізія;
- Частина 2-ї танкової дивізії;
- Частина 6-ї танкової дивізії;
- 628-й моторизований саперний полк.

- 36-та моторизована дивізія;
- 161-ша піхотна дивізія;
- 342-га піхотна дивізія.